# Куанса, Кваме
Кваме Гершион Куанса (англ. Kwame Gershion Quansah; родился 24 ноября 1982 года, Тема) — ганский футболист, полузащитник.

## Биография

### Клубная карьера
Кваме Куанса начал свою футбольную карьеру в юношеской команде «Янг Котоко». В 1996 году 14-летнего Кваме заметили скауты нидерландского «Аякса» из Амстердама и Кваме перешёл в футбольную академию этого клуба.
В Высшем дивизионе Нидерландов Куанса дебютировал 
1 апреля 2001 года в гостевом матче против клуба НЕК, завершившемся поражением амстердамцев со счётом 1:0. В том матче Кваме вышел на замену на 74-й минуте, заменив полузащита Кирана Бехана. Этот матч стал единственным для Кваме в чемпионате Нидерландов сезона 2000/01. В сезоне 2001/02 Куанса выступал только за молодёжный состав, а после окончания сезона Кваме был отдан в аренду бельгийскому клубу «Жерминаль Беерсхот». Вместе с ним в бельгийский клуб на один сезон перешли и другие игроки «Аякса» — Ободай и Уолкер.
В «Жерминале» Кваме быстро стал основным игроком состава, в чемпионате Бельгии сезона 2002/03 Куанса сыграл 30 мячей и забил 11 мячей.
Летом 2003 года Кваме на правах аренды перешёл в шведский клуб АИК. За два сезона в чемпионате Швеции Куанса сыграл 18 матчей и забил 2 мяча. После окончания аренды Квансах вернулся в «Аякс», с которым у него был контракт до 2006 года. В 2004 году «Аякс» вновь отдал Кваме в аренду, на тот раз клубу Первого дивизиона Нидерландов «Хераклесу» из города Алмело. В своём дебютном сезоне за «Хераклес» Кваме провёл 34 матча и забил 8 мячей, а также стал чемпионом первого дивизиона. После окончания аренды Кваме смог перейти в «Хераклес» окончательно в качестве свободного игрока, так «Аякс» не стал держать у себя Кваме и расторг с ним контракт, который должен был истечь 1 июня 2006 года.
Дебютировал Кваме за «Хераклес» в чемпионате Нидерландов 2005/06 13 августа 2005 года в матче против ПСВ, который завершился со счётом 1:1. Всего в сезоне 2005/06 Квансах провёл 31 матч и забил 5 мячей, а его клуб занял 13 место в чемпионате. В сезонах 2006/07 и 2007/08 клуб Кваме был на грани вылета, но в последнем моменте всегда набирал очки, которые помогли клубу избежать вылета в первый дивизион.

### Карьера в сборной
В национальной сборной Ганы Кваме дебютировал 15 октября 2008 года в матче против сборной Южной Африки.